# Green Hills
Green Hills es un barrio próspero de Nashville, Tennessee, Estados Unidos. Green Hills está ubicado al sur del centro de Nashville en Hillsboro Pike ( US Highway 431 / Tennessee State Route 106 ).
Green Hills se encuentra dentro de una región que se extiende hacia el sur hasta Forest Hills y el condado de Williamson y de este a oeste hasta Oak Hill y Belle Meade . El vecindario está muy cerca de tres universidades del área: Vanderbilt, Belmont y Lipscomb . El antiguo suburbio de tranvías y vecindario urbano de Hillsboro Village está directamente al norte cruzando la I-440 .
The Mall at Green Hills es un centro comercial cerrado, con sus orígenes como un centro comercial a principios de la década de 1950. Este fue uno de los primeros desarrollos importantes de este tipo en Nashville. Nordstrom y Apple Store son adiciones más recientes al centro comercial. El Bluebird Cafe, un conocido lugar de música en vivo, está ubicado en Hillsboro Pike en Green Hills.
Los primeros negocios importantes incluyeron Green Hills Market, uno de los primeros supermercados verdaderos de Nashville, y Green Hills Theatre, un cine. Ambos negocios ya no existen. El desarrollo residencial comenzó a pequeña escala en la década de 1930, pero Green Hills no estuvo muy poblada hasta después de la Segunda Guerra Mundial . Aunque hubo algunos planes preliminares para convertir al vecindario en una ciudad incorporada a fines de la década de 1950 y principios de la de 1960, estos nunca se concretaron.
Típico de su época, Green Hills es un vecindario suburbano orientado al automóvil . Originalmente consistía principalmente en casas unifamiliares estilo "rancho" de chapa de ladrillo en lotes grandes. En parte debido a la presencia de sistemas de eliminación de aguas residuales sépticas subterráneas; las alcantarillas no se agregaron hasta mucho después del desarrollo original. En años más recientes, ha habido un relleno considerable, ya que muchos lotes más grandes y los espacios abiertos restantes se han redividido para convertirse en sitios de desarrollo de mayor densidad.
Como Green Hills no es una ciudad incorporada ni un lugar designado por el censo, es imposible calcular una población exacta. Sin embargo, una definición común  del área está delimitada aproximadamente al norte por la I-440, al sur por Harding Place, al oeste por Estes Road y al este por Lealand Lane. Esta área es aproximadamente coextensiva con la mitad norte del código postal 37215 del Servicio Postal de los Estados Unidos, designado como "Estación Green Hills". Aun así, los residentes y las empresas tienen una dirección postal de "Nashville, TN", a diferencia de otros vecindarios en Metro Nashville.
La Escuela Secundaria de Hillsboro, ubicada directamente al otro lado de la carretera del centro comercial, en realidad es anterior a gran parte del vecindario. Otra institución educativa pública es la Escuela Primaria Julia Green, una escuela primaria . Las principales instituciones educativas privadas incluyen la Universidad de Lipscomb (junto con sus escuelas primarias y secundarias asociadas) y la Escuela Harpeth Hall, una escuela preparatoria universitaria privada para niñas (grados 5 a 12).